# یواس‌اس نیاگارا (اس‌پی-۲۴۶)
یواس‌اس نیاگارا (اس‌پی-۲۴۶) (به انگلیسی: USS Niagara (SP-246)) یک کشتی بود که طول آن ۸۰ فوت ۶ اینچ (۲۴٫۵۴ متر) بود. این کشتی در سال ۱۹۱۳ ساخته شد.